# Charles Ives
Charles Edward Ives (Danbury, 20 de octubre de 1874 - Nueva York, 19 de mayo de 1954) fue un compositor estadounidense de música clásica, reconocido como uno de los primeros de trascendencia internacional.
La música de Ives fue casi ignorada durante su vida y muchas de sus obras permanecieron sin tocarse durante muchos años. Con el tiempo, Ives llegaría a ser considerado como uno de los «American Originals», un compositor que adoptó un estilo americano único, con tonadas folclóricas estadounidenses tejidas a largo de todas sus composiciones y una inquieta búsqueda de posibilidades musicales. Sus obras más conocidas son La pregunta sin respuesta para orquesta y Sonata "Concord" para piano.

## Vida
Sus padres fueron George Ives, director de banda del Ejército de los Estados Unidos durante la guerra civil estadounidense, y Mollie. Una experiencia significativa para Charles durante su infancia fue asistir a las festividades locales, en las que por las calles de su ciudad la banda de su padre y otras bandas tocaban simultáneamente, hecho recogido en su composición Three Places in New England, entre otras. 

Las únicas lecciones musicales que recibió de su padre también tuvieron una gran importancia. George Ives tenía una visión muy abierta respecto de la teoría musical, y animaba a su hijo a experimentar en armonizaciones bitonales y politonales. Charles podía cantar una melodía en una tonalidad, mientras su padre lo acompañaba en otra. Gracias a su padre Charles también conoció la música de Stephen Foster.

Ives alrededor de 1889.

Llegó a ser organista de iglesia a los 14 años y escribió varios himnos y canciones para los servicios eclesiales, entre ellos sus Variations on "America" (Variaciones sobre "America").
Ives se trasladó a New Haven en 1893, donde se graduó en la Escuela Hopkins. Luego, en septiembre de 1894, acudió a la Universidad de Yale, para estudiar con Horatio Parker. Aquí compuso en un estilo coral semejante al de su maestro, escribiendo música religiosa e incluso en 1896 hizo una canción para la campaña presidencial de William McKinley.
El 4 de noviembre de 1894 murió el padre de Charles, lo que significó un duro golpe para el compositor, puesto que había idealizado a su padre, cuya semilla de experimentación musical, en cierta manera, recogió. Ives emprendió una carrera estándar en Yale, con un amplio programa de asignaturas, entre ellas griego, latín, matemáticas y literatura. Fue miembro de Delta Kappa Epsilon y de Wolf's Head, y presidente del Ivy Committee. Sus obras Calcium Light Night y Yale-Princeton Football Game muestran la influencia que tuvo el college en sus composiciones. Su Sinfonía n.º 1 la escribió como su tesis principal bajo la supervisión de Parker.
En 1898, después de su graduación en Yale, aceptó un puesto de $5 semanales como actuario en la Mutual Life Insurance Company de Nueva York y se trasladó a un apartamento de soltero con varios amigos. Continuó su trabajo como organista de iglesia hasta 1906. En 1899 se cambió de empleo a la agencia Charles H. Raymond & Co., donde permaneció hasta 1906.  
En 1907, después de la quiebra de Raymond & Co., junto a su amigo Julian W. Myrick formaron su propia agencia de seguros Ives & Co., que posteriormente se convertiría en Ives & Myrick, donde permaneció hasta su jubilación. En su tiempo libre componía y, hasta que se casó, trabajó como organista en Danbury y New Haven además de en Bloomfield, Nueva Jersey y Nueva York.
En 1907 Ives sufrió el primero de varios "ataques cardiacos" (como él y su familia los consideraron) que tendría en los años siguientes. Estos ataques pueden haber sido más de origen psicológico que físico. Al recuperarse de su ataque de 1907, Ives entró en uno de los periodos más creativos de su vida como compositor. 
Después de casarse con Harmony Twitchell en 1908, se trasladaron a su propio apartamento en Nueva York. Tuvo un notable éxito en su carrera como asegurador, y continuó siendo un prolífico compositor hasta que sufrió otro de sus varios ataques al corazón en 1918, después del cual compuso muy poco, escribiendo su última obra, la canción Sunrise, en agosto de 1926. En 1922, Ives publicó sus 114 Songs que reflejan toda la amplitud de su obra como compositor -- contiene canciones artísticas, canciones que compuso durante su adolescencia y juventud, y canciones muy disonantes como The Majority.

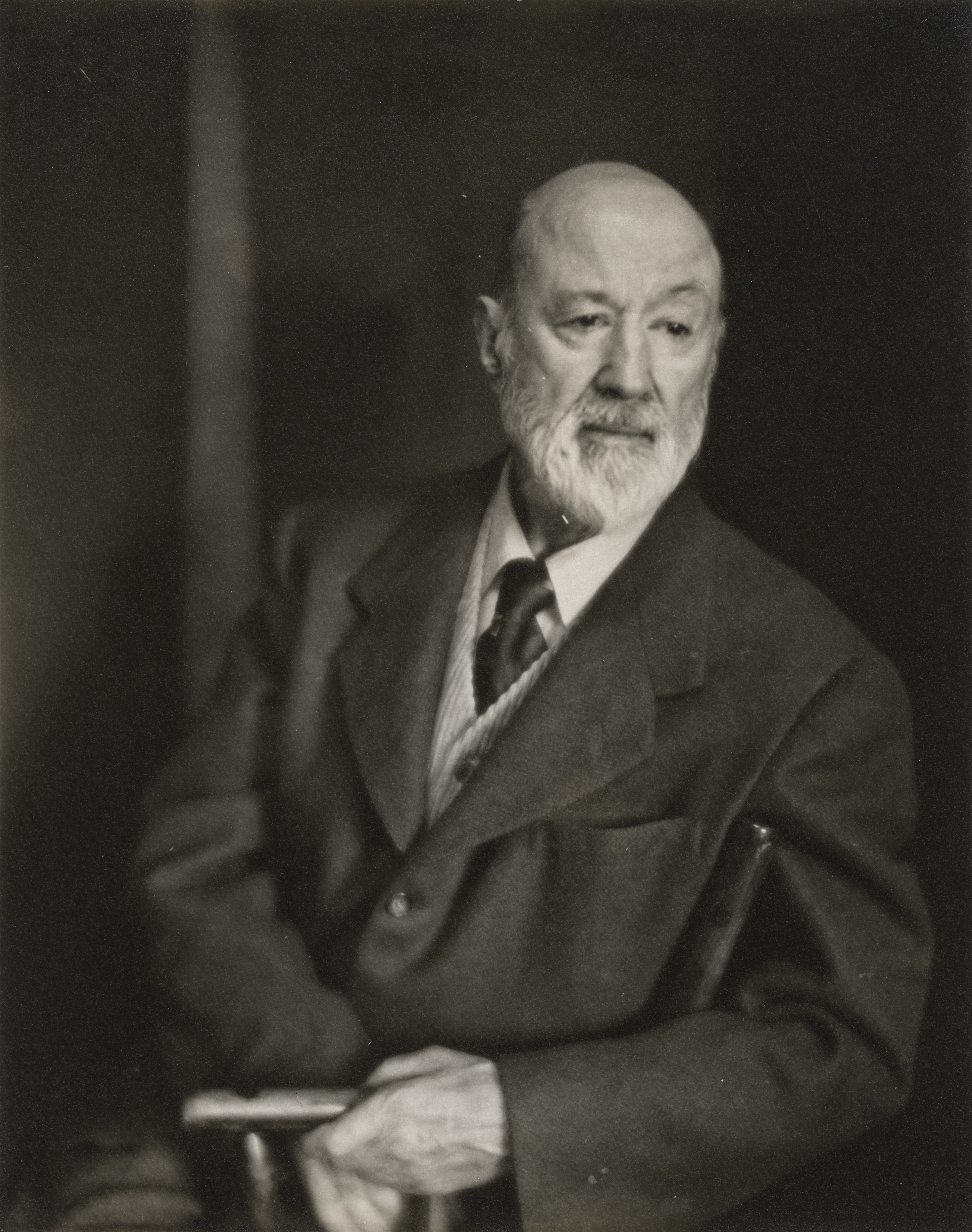
Ives hacia 1947.

Según su esposa, un día a inicios de 1927 mientras bajaba las escaleras de su casa con lágrimas en los ojos, le dijo que ya no podía componer más, "ya nada me suena bien". Ha habido numerosas y avanzadas teorías para comprender el silencio de sus últimos años, que parecen tan misteriosos como las últimas décadas de la vida de otro compositor, el finlandés Jean Sibelius, quien también dejó de componer alrededor del mismo tiempo. Si bien Ives dejó de componer, y se vio cada vez más afectado por sus problemas de salud, continuó revisando y refinando sus obras anteriores, además de planificar los estrenos de su música.
Como sus problemas de salud continuaban, incluida la diabetes, en 1930 se retiró de su negocio de seguros. Eso le dio más tiempo para dedicarse a su obra, pero no fue capaz de componer nuevas músicas. Durante los años 40 revisó su Sonata Concord, publicándola junto al volumen de prosas, Essays Before a Sonata en 1947.

## Obra
Ives publicó una gran colección de sus canciones, muchas de las cuales tenían partes pianísticas que recogen varios de los movimientos modernistas que se iniciaban en Europa, entre ellos la bitonalidad y la pantonalidad. Él era un dotado pianista, capaz de improvisar en una gran variedad de estilos, incluyendo los que entonces eran nuevos. Aunque ahora es más conocido por su música orquestal, compuso dos cuartetos de cuerda y varias obras de música de cámara. Su trabajo como organista lo llevò a escribir Variaciones sobre "América" en 1891, que estrenaría en un recital de celebración por el 4 de julio. Esta obra toma la melodía del himno nacional del Reino Unido God Save the Queen, para una serie de variaciones bastante estándares pero ingeniosas. Una de las variaciones es al estilo de una polonesa mientras que otra, agregada años después de terminada la composición original de la obra, es probablemente el primer uso de la bitonalidad de Ives. William Schuman hizo un arreglo para orquesta de esta obra en 1964 (véase ).
La trayectoria de Ives en el género sinfónico ha quedado plasmada en cinco obras, de las cuales cuatro son sinfonías numeradas. La Sinfonía n.º 1 de 1902; la Sinfonía n.º 2 de 1901; la Sinfonía n.º 3 de 1904, la Sinfonía n.º 4 terminada a mediados de la década de 1920; y por último la Sinfonía del Universo que quedó inacabada.Ives fue educado en Yale, y su Sinfonía n.º 1 muestra su acogimiento a las fórmulas académicas requeridas para escribir en forma sonata a fines del siglo XIX, así como un fulgor iconoclasta, con un segundo tema que implica un dirección armónica distinta. Su padre era director de banda, y como sucedió con Hector Berlioz, Ives tenía una fascinación por la música al aire libre y por la instrumentación. Sus tentativas de fundir estos dos pilares musicales, junto a su devoción por Beethoven, fijarían la dirección de su vida musical.
The Unanswered Question (La pregunta sin respuesta, 1908), escrita para la combinación muy inusual de trompeta, cuatro flautas y cuarteto de cuerdas, fue la pieza que inauguró un maduro mundo sonoro que se convertiría en su estilo personal. Las cuerdas (ubicadas fuera de escena) tocan muy suave una música como coral a lo largo de la obra, mientras que la trompeta (colocada detrás del auditorio) toca varias veces un breve motivo que Ives describió como "la Eterna Pregunta de la Existencia". Cada vez que la trompeta pregunta, recibe la respuesta de un estridente ataque de las flautas (en escena), menos en la última,de ahí el título. La obra es típica de Ives —yuxtapone varios elementos dispares, que aparecen conducidos por una narrativa de la que nunca terminamos de estar conscientes- y es muy misteriosa. Posteriormente escribió una versión orquestal que se convertiría en una de sus obras más populares.
Obras como The Unanswered Question estuvieron influidas por los escritores trascendentalistas de Nueva Inglaterra, Ralph Waldo Emerson y Henry David Thoreau. Éstos tuvieron una influencia muy importante para Ives, como lo reconoció en su Sonata para piano n.º 2: Concord, Mass., 1840–60 (1909–15), que describió como una "impresión del espíritu del trascendentalismo que está asociada en las mentes de muchos con Concord, Mass., hace más de medio siglo... recogidas en las imágenes impresionistas de Emerson y Thoreau, un esbozo de los Alcotts, y un scherzo que ha de reflejar una ligera cualidad que a menudo se encuentra en el lado fantástico de Hawthorne." La sonata es la obra para piano solo más conocida de Ives (aunque debería observarse que tiene partes opcionales para viola y flauta). Rítmicamente y armónicamente, es aventurada, y demuestra el cariño de Ives por las citas — en varios momentos aparece el motivo inicial de la Sinfonía n.º 5 de Beethoven. También contiene algunos de los ejemplos más asombrosos de experimentalismo de Ives: en el segundo movimiento, ordena al pianista que use una barra de madera de 14¾ pulgadas (37.5 cm) para producir un gran clúster.
La Sinfonía n.º 4 (1910–16) es quizás su obra orquestal más destacable. La lista de fuerzas requerida para interpretar sólo esta obra es extraordinaria: además de una inmensa orquesta sinfónica, la obra requiere una gran sección de percusión, dos pianos (uno afinado a un cuarto de tono del otro), un órgano, un grupo adicional de cuerdas a distancia, un gran coro, tres saxofones opcionales y un "órgano etéreo" (no está claro a qué se refería Ives con él, pero son usados un theremín o un sintetizador). El programa de la obra recuerda al de The Unanswered Question —Ives dijo que la obra es "una pregunta que indaga sobre el 'Qué' y el 'Por qué' que el espíritu humano pide de la vida"-. El uso de la cita es también frecuente y muestra efectos novedosos. Por ejemplo, en el segundo movimiento, un tremolando es tocado por toda la orquesta. En el movimiento final, hay una suerte de "lucha musical" entre sonidos discordantes y la música tonal más tradicional. Entra un coro sin palabras, el modo se hace más calmado, y la obra termina tranquilamente con la percusión sola tocando. La sinfonía no fue interpretada por completo hasta 1965, casi 50 años después de haber sido terminada, once años después de la muerte del compositor. 
Ives abandonaría el material para su inconclusa Sinfonía del Universo, que fue incapaz de unir en vida pese a dos décadas de trabajo. Esto se debió tanto a sus problemas de salud como a su cambiante concepción de la obra. Hubo varios intentos de terminarla o realizar una versión interpretable. Sin embargo, ninguna ha encontrado el modo de recibir una interpretación general.  La sinfonía toma las ideas de la Sinfonía n.º 4 pero en un nivel más elevado, con complejos ritmos cruzados, difíciles capas de disonancias y combinaciones inusuales de instrumentos.
Entre las obras de cámara de Ives está el Cuarteto de cuerda n.º 2, donde las partes están a menudo escritas en los extremos del contrapunto, desde angulosas disonancias en el movimiento titulado "Arguments" a lo lento. Este rango por los extremos es frecuente en la música de Ives — el fragor y la disonancia machacadoras con la quietud lírica — y conducido en una relación de secciones que se van deslizando dentro y fuera de sí unas con otras. El idioma de Ives, como el de Mahler, emplea líneas melódicas bastante independientes. Se considera difícil de tocar debido a que muchas de las típicas señales para los intérpretes no están presentes. Esta obra tuvo una clara influencia sobre el Cuarteto de cuerda n.º 2 de Elliott Carter, que es similar a una conversación teatral a 4 voces.

## Recepción
La música de Ives fue ignorada durante su vida, y muchas de sus obras se mantuvieron sin tocar por muchos años. Su tendencia a la experimentación y su uso cada vez mayor de la disonancia no fue bien aceptado en el ambiente musical de su época. Las dificultades para ejecutar las complejidades rítmicas en sus principales obras orquestales las convirtieron en desafíos intimidantes incluso décadas después de haber sido compuestas. Una de las palabras más mordaces que se podría usar para describir la música desde el punto de vista de Ives es "bonita", y su famoso comentario "¡Usen sus oídos como gente!" (use your ears like men!) parece indicar que no se preocupaba por la recepción de su música. Sin embargo, por el contrario, Ives estuvo interesado por la recepción del público, pero en sus propios términos.
Entre los tempranos partidarios de su música estuvieron Henry Cowell y Elliott Carter. Invitado por Cowell a participar en su periódico New Music, un substancial número de partituras de Ives fueron publicadas en el diario, pero durante alrededor de 40 años tuvo pocas interpretaciones que no pudo acordar o repetir, generalmente con Nicolas Slonimsky como director de orquesta.
Su oscuridad empezó a levantarse un poco por los años 1940, cuando conoció a Lou Harrison, un fan de su música que comenzó a editarla y a promoverla. Harrison dirigió muy notablemente el estreno de la Sinfonía n.º 3 (1904) en 1946. Al año siguiente, por esta obra Ives obtuvo el Premio Pulitzer. Sin embargo, Ives se deshizo del premio monetario (la mitad se lo dio a Harrison), diciendo que "los premios son para los chiquillos, y yo ya estoy grande" (prizes are for boys, and I'm all grown up). Leopold Stokowski consiguió no mucho después la Sinfonía n.º 4, y la consideró como "el corazón del problema de Ives".
Por esta época, Ives también fue promovido por Bernard Herrmann que trabajaba entonces como director en la CBS, y que en 1940 se convirtió en el director principal de la Orquesta Sinfónica de la CBS. Mientras estuvo ahí, fue defensor de la música de Charles Ives.
El reconocimiento de la música de Ives ha mejorado. Fue alabado por Arnold Schoenberg, quien lo consideró un monumento a la integridad artística (véase Citas debajo), y por la Escuela de Nueva York de William Schuman. En el presente, Michael Tilson Thomas es un entusiasta exponente de las sinfonías de Ives como lo es el musicólogo Jan Swafford. La obra de Ives es regularmente programada en Europa. Ives también ha inspirado a pintores, notablemente a Eduardo Paolozzi quien tituló una de sus colecciones de impresiones por los años 1970 Calcium Light Night, y cada una de ellas fue nombrada con una obra de Ives (entre ellas, Central Park in the Dark).
Al mismo tiempo, Ives no está con sus críticos. Mucha gente aún encuentra su música rimbombante y pomposa. Otras la encuentran, sorprendentemente, tímida debido a que el sonido fundamental de la música tradicional europea aún está presente en sus obras. El que fuera una vez su partidario, Elliott Carter, ha considerado a la obra de Ives incompleta.

## Lista de obras selectas
Nota: Debido a que Ives realizó con frecuencia distintas versiones de una misma obra, y debido a que su obra fue generalmente ignorada durante su vida, a menudo es difícil colocar una datación exacta a sus composiciones. Los años ofrecidos aquí son a veces los más probables. Hay incluso quienes especulan que Ives cambió las fechas de sus obras, para indicar que eran más tempranas o más tardías de lo que fueron.
- Variaciones sobre "America" para órgano (1891)
- Cuarteto de cuerda n.º 1 "From the Salvation Army" (1896)
- Sinfonía n.º 1 en re menor (1896–98)
- Sinfonía n.º 2 (1897–1901)
- Sinfonía n.º 3 "The Camp Meeting" (1901–04)
- Central Park in the Dark para orquesta de cámara (1898–1907)
- Hallowe'en para cuarteto de cuerdas, piano y tambor opcional (1906)
- The Unanswered Question para grupo de cámara (1908)
- Sonata para violín n.º 1 (1903–08)
- Sonata para piano n.º 1 (1902–09)
- Sonata para violín n.º 2 (1902–10)
- Robert Browning Overture (1911)
- A Symphony: New England Holidays (1904–13)
- Cuarteto de cuerda n.º 2 (1907–13)
- Trío para piano (c1909–10, rev. c1914–15)
- Set Orquestal n.º 1: Three Places in New England (1903–21)
- Sonata para violín n.º 3 (1914)
- Sonata para piano n.º 2 "Concord, Mass., 1840–60" (1909–15) (revisada muchas veces por Ives)
- Set Orquestal n.º 2 (1912–15)
- Sonata para violín n.º 4 "Children's Day at the Camp Meeting" (1912–15)
- Sinfonía n.º 4 (1910–16)
- Universe Symphony (inconclusa, 1911–16, trabajó en la sinfonía hasta su muerte en 1954)
- 114 Songs (compuestas en varios años entre 1887 y 1921, publicadas en 1922.)
- Tres piezas en cuartos de tono para piano (1923–24)
- Old Home Days (para banda/ensamble, arreglos de Jonathan Elkus)